# Ralph Bates
Ralph Bates (Bristol, 12 de fevereiro de 1940 — Londres, 27 de março de 1991) foi um ator Inglês de cinema e televisão, conhecido por seus papeis em filmes de terror da Hammer Films.

## Biografia
Nascido em 1940 em Bristol, na Inglaterra, Raph Bates estudou artes dramáticas na University of Dublin e na Yala Drama School.
Sua estréia em frente as cameras foi em 1968, como Caligula na série televisiva da BBC "The Caesars". Em 1970 fez seu primeiro trabalho com a Hammer Film, The Horror of Frankenstein.
Apesar de não ser amplamente reconhecido como Christopher Lee e Peter Cushing, Bates atuou em diversos filmes da produtora, como Taste the Blood of Dracula, de 1970, Doctor Jekyll & Sister Hyde e Lust for a Vampire, ambos de 1971, e Fear in the Night de 1972.
Em 1975 fez um trabalho elogiado na série da BBC "Poldark" como o personagem George Warleggan. Bates também participou da continuaçao da série, exibida em 1977.
Seu último trabalho para o cinema foi King of the Wind, de 1989.
Bates morreu em 1991 em Londres, na Inglaterra.

## Filmografia selecionada
- Taste the Blood of Dracula (1970)
- The Horror of Frankenstein (1970)
- Lust for a Vampire (1971)
- Dr. Jekyll and Sister Hyde (1971)
- Fear in the Night (1972)
- Persecution (1974)
- I Don't Want to Be Born (1975)